# Cordillera de la Sal

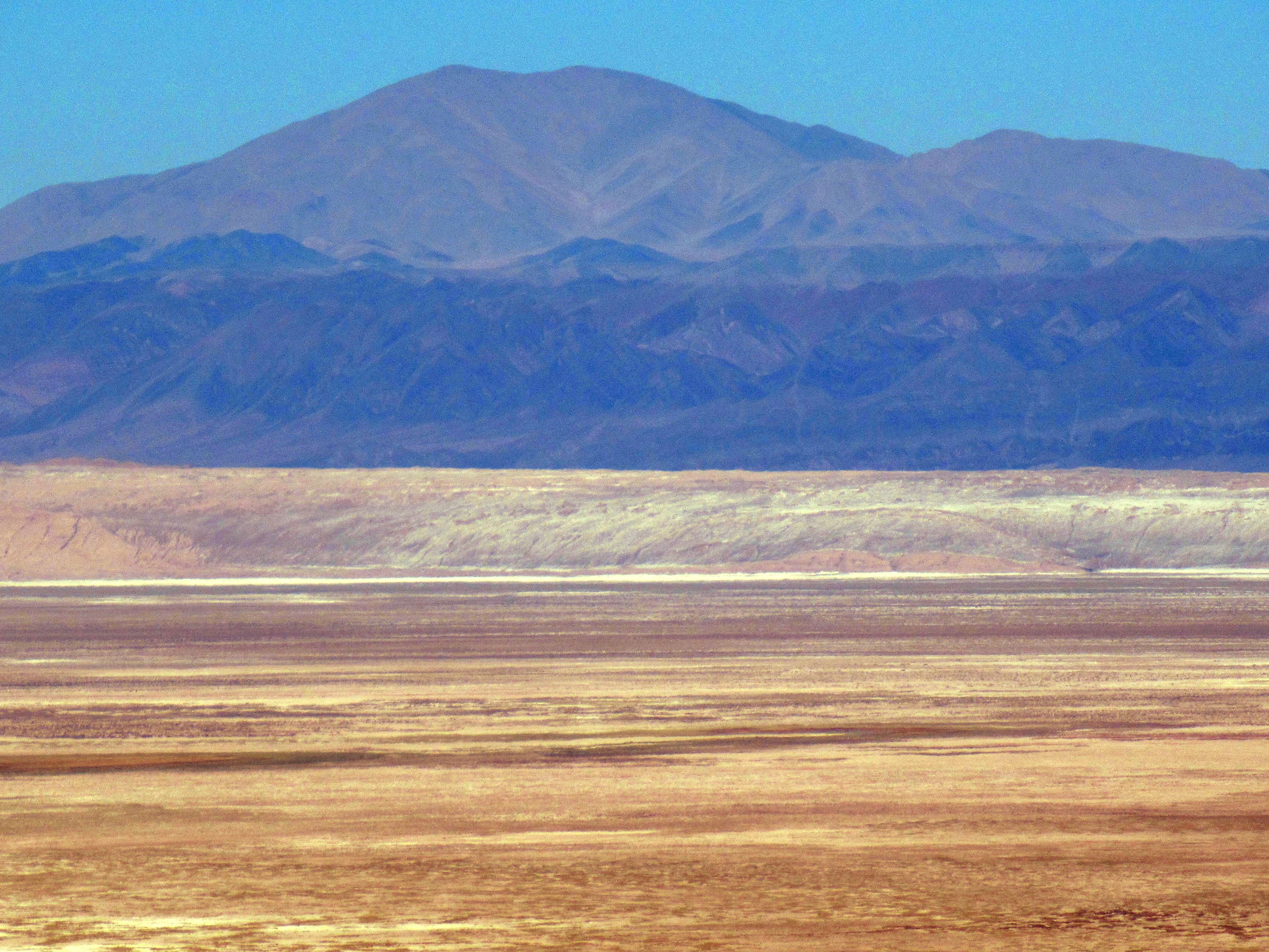
Aus ca. 40 km Entfernung betrachtet wirkt die Cordillera de la Sal recht unscheinbar. Von der Operationsbasis des ALMA-Radioteleskops am Fuß der Anden-West-Kordillere auf 2900 m ü. M. aus gesehen, ist die Cordillera de la Sal mit ihren maximal 2660 m ü. M. nur ein schmaler Streifen, der sich am Rand des Salar de Atacama (im Vordergrund, 2300 m ü. M.) erhebt, vor den wesentlich höheren dunklen Bergen der Andenpräkordillere, deren Gipfel 3000 bis 4300 m ü. M. erreichen.

Die Cordillera de la Sal ist ein Gebirgszug in der Präandinen-Senke bei San Pedro de Atacama in Nordchile. Sie entstand durch tektonische Aktivität im Salar de Atacama, bei der Schichten aus kontinentalen Rotsedimenten und weißen Evaporiten aufgefaltet und angehoben wurden. Erosion durch das Wasser der seltenen Regenfälle in dieser extrem hyperariden Region formte in den letzten 4000 Jahren eine bizarr aussehende Karstlandschaft mit oberflächlichen Salzausblühungen und Salzhöhlen. Durch sterile Salzböden, knochentrockenes Klima und intensivste Sonneneinstrahlung ist das Gebirge größtenteils eine absolute Wüste.

## Geografie

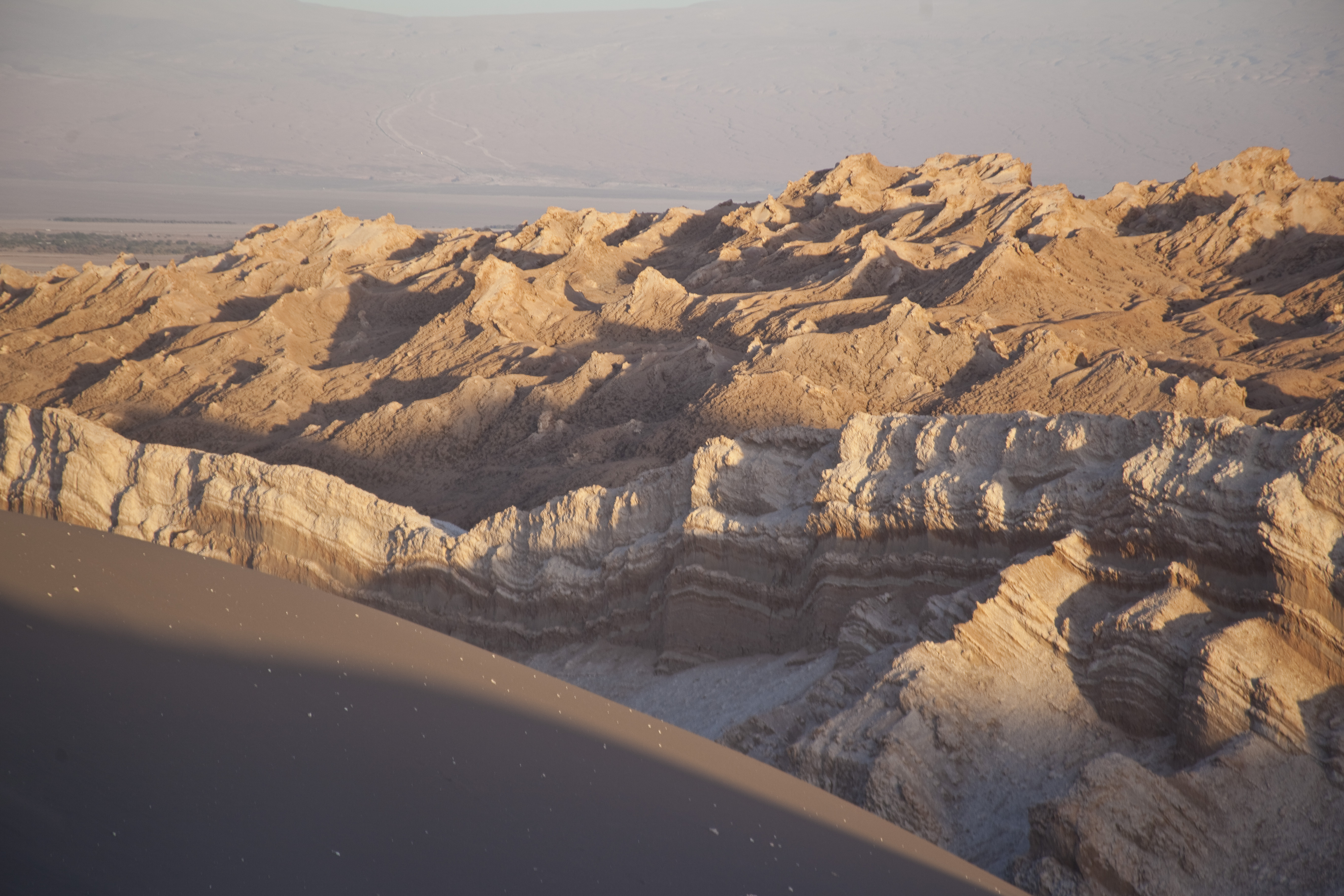
Die Cordillera de la Sal besteht hauptsächlich aus rotem Sedimentgestein (Schluffstein, Sandstein, Konglomerat) mit einigen Tuff-Schichten und mit mächtigen Schichten kontinentaler Evaporiten (Gips, Halit), in mehr als 300 m Stärke. An einigen Stellen hat der Wind große Sanddünen angehäuft.

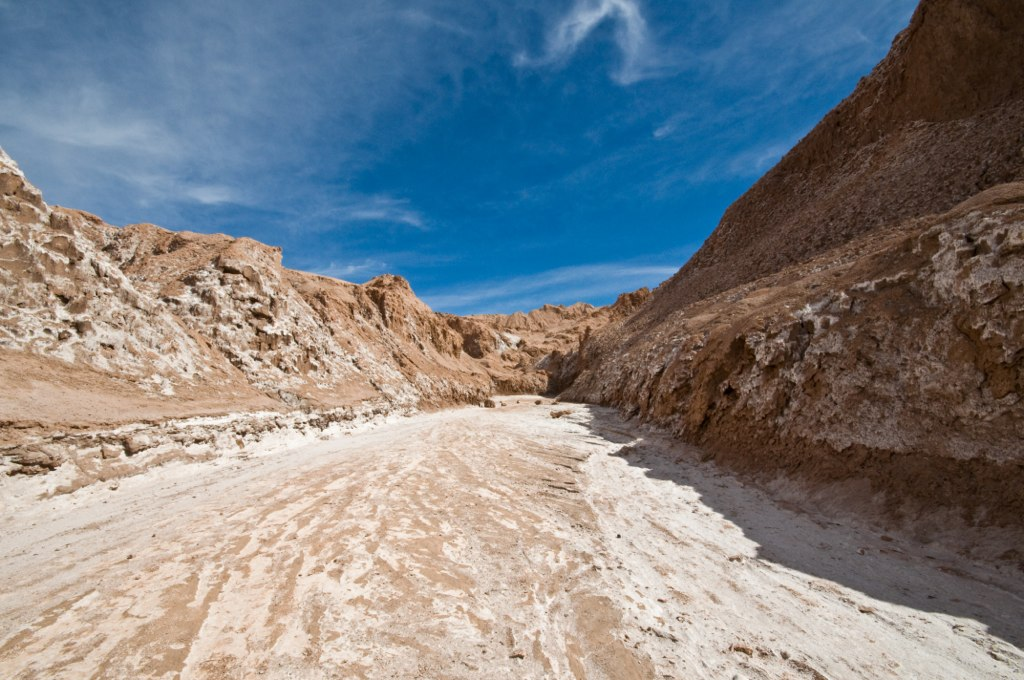
Während vergangener feuchterer Zeiten grub abfließendes Wasser einige breite Rinnen in das Salzgestein. Einige dieser „Flussläufe“ mäandern abwechselnd ober- und unterirdisch durch das Gebirge.

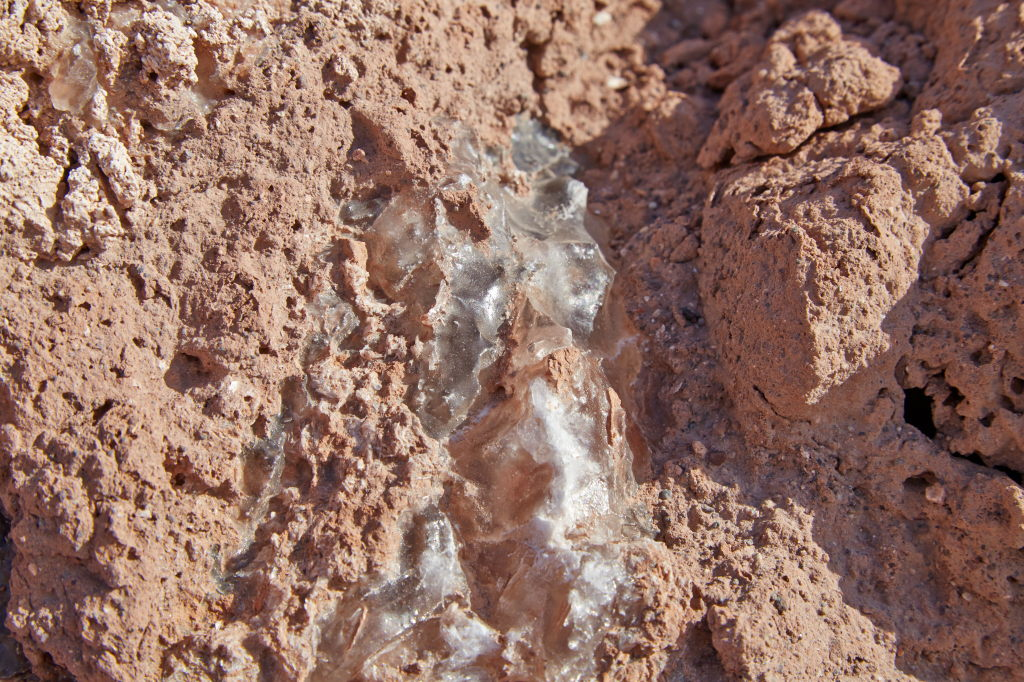
Kochsalz findet sich in reiner Form, in großen Kristallen vorkommend, in der Cordillera de la Sal. Im 20. Jahrhundert wurde es von lokalen Unternehmern im Tagebau abgebaut und als Speisesalz verkauft.

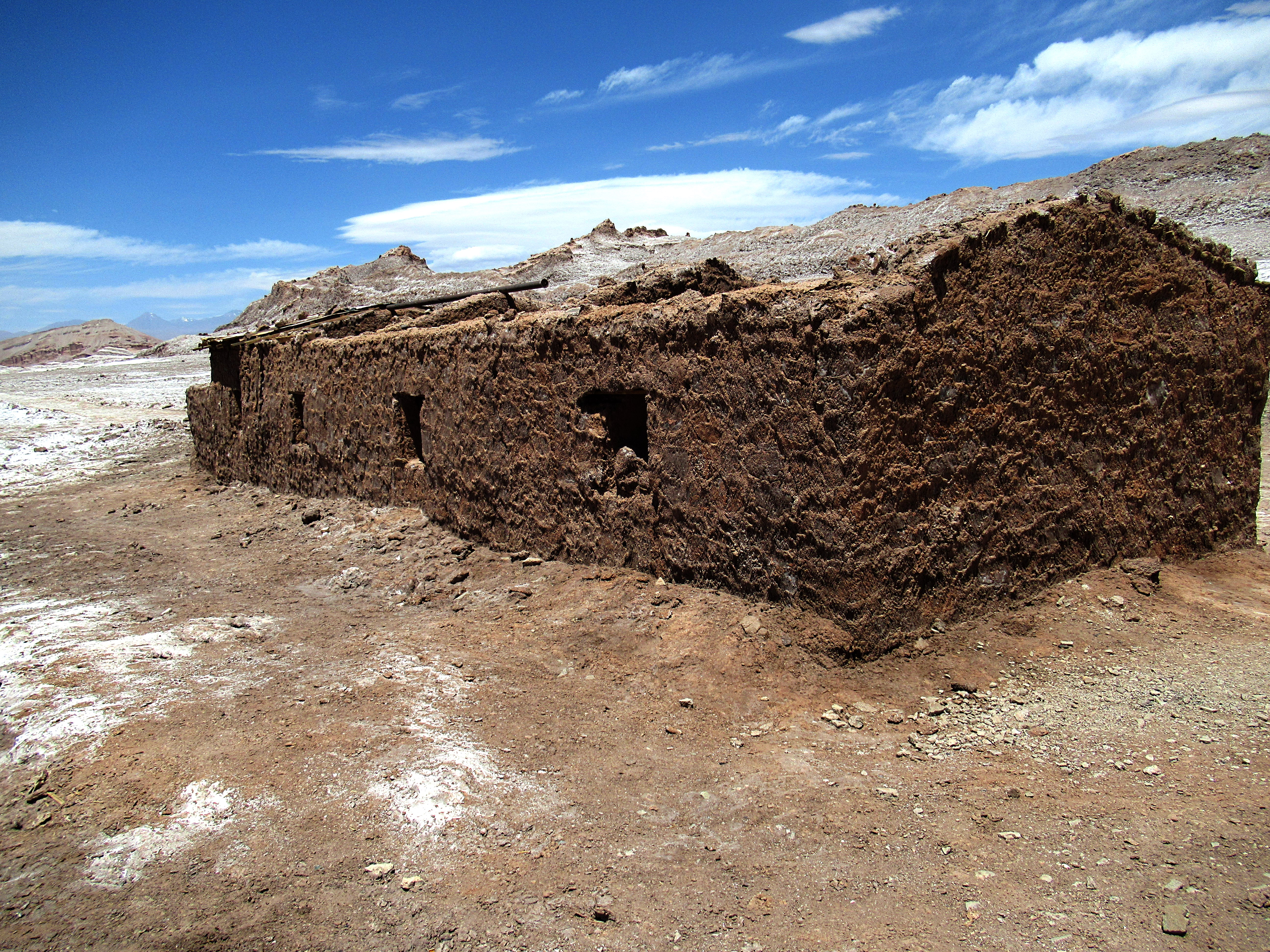
Das ehemalige Wohnhaus des Salzbergwerks Crisanta (, 2490 m ü. M.), gebaut aus wasserlöslichen Bruch-Salzsteinen. Dieses war das am weitesten industrialisierte von den Salzbergwerken in der Cordillera de la Sal. Ein einheimischer Unternehmer hatte sich 1947 auf der Westseite der Cordillera de la Sal das Schürfrecht über eine Fläche von 500 ha gesichert. Mit der Bildung des Nationalreservat Los Flamencos wurden 1990 alle Schürfrechte widerrufen, der Salzabbau verboten und die Bergwerke enteignet. Viele Salzsteinbrüche hatten schon vorher aus wirtschaftlichen Gründen geschlossen.

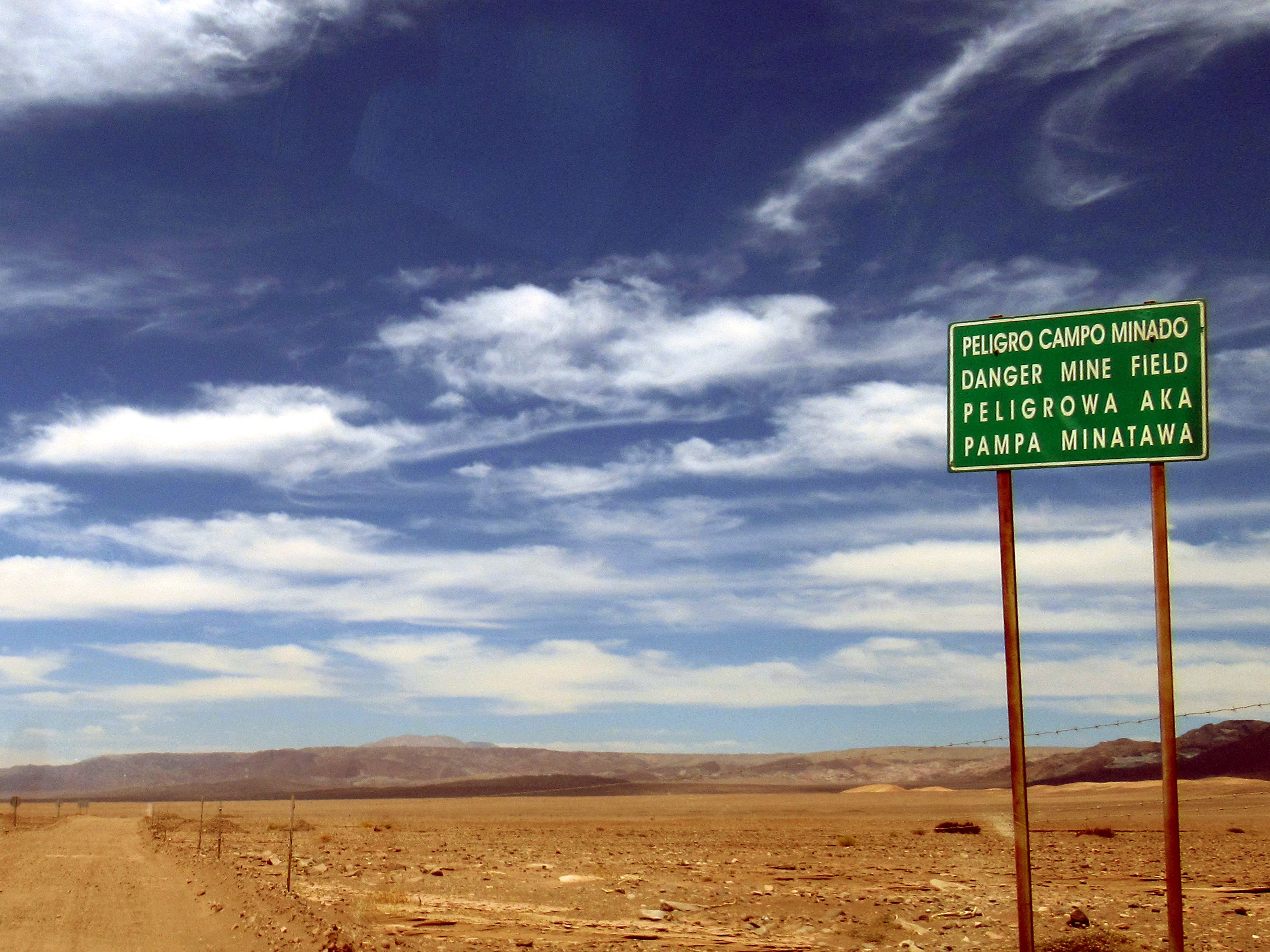
Die Minenfelder an der Cordillera de la Sal sind eine gefährliche Bürde aus der Zeit der Militärdiktatur. Nur soweit bekannt ist, wo sie liegen, sind sie auffällig markiert. Dieses Bild zeigt einen Sektor an der inzwischen gesperrten, historischen Trasse der Ruta 23, die die Cordillera de la Sal durch das Valle de la Luna nach San Pedro de Atacama querte.

(
)
Die Cordillera de la Sal ist ein Bergzug innerhalb der endorheischen, präandinen Salaren-Senke, die in Nordchile in etwa 150 km Entfernung von der Küste liegt, eingebettet zwischen der Cordillera de Domeyko (Anden-Präkordillere) im Westen und der Anden-Westkordillere im Osten. Die Bergkette ist ein schmales, im Verhältnis zu seiner weiteren Umgebung niedriges Faltengebirge. Mit einer Breite von 5 bis 10 km erstreckt sie sich in einer Nord-Nordost-Orientierung über eine Länge von mehr als 100 km. Dabei teilt sie die Präanden-Senke an dieser Stelle in zwei Wassereinzugsgebiete, das Salar del Llano de Paciencia-Becken (ca. 2500 m ü. M.) im Westen und das Salar de Atacama-Becken (2300 bis 2350 m ü. M.) im Osten. Im Norden schließt sie sich am San Bartolo Rhyolith-Lavadom an die Anden-Westkordillere an und im Süden läuft sie in der Senke bei 23°31‘S aus, wo Llano de la Paciencia und Salar de Atacama zusammenkommen. Die Bergkette überragt die umliegenden Salare nur um durchschnittlich 200 m. Ihre höchste Erhebung ist der Cerro el Marmol (22° 54′ S, 68° 18′ W) mit 2659 m ü. d. M. am Westende des für Touristen erschlossenen Valle de la Luna, einem Tal, das das Gebirge in Ost-West-Richtung durchzieht.

## Klima
Das Gebirge gehört zum extrem hyperariden Kern der Atacama-Wüste, der sich dadurch definiert, dass der Ariditätsindex auf bis zu 0,002 abfallen kann. Das heißt, dort könnte bis zu 500 mal mehr Wasser verdunsten, als durch die spärlichen Niederschläge eingetragen wird. Für die mittlere Jahresniederschlagshöhe wurden Werte von 6 mm bis höchstens 50 mm ermittelt und für die jährliche potenzielle Evapotranspiration 1800 bis 3200 mm. Die mittleren Lufttemperaturen betragen 13,1 °C, mit minimal −1,8 °C und maximal 32,2 °C. Die Trockenheit der Luft, verstärkt durch die Höhenlage, verursacht große Temperaturunterschiede zwischen Tag und Nacht, die 20 bis 30 °C betragen können. Deswegen gibt es auch kaum Wolkenbildung und eine nur dünne Ozonschicht, sodass das Gebirge und seine Umgebung der weltweit höchsten Sonnen-Bestrahlungsstärke ausgesetzt sind. Das gilt sowohl für die Gesamt-Sonnenstrahlung als auch für den Anteil der UV-Strahlung.

## Landschaft
Das Gebirge ist eine Karstlandschaft. Das wasserlösliche Salzgestein bildet ein sehr unregelmäßiges Plateau, durchschnitten von Dolinen und ungeordneten Drainagemustern. Flussläufe, die teilweise unterirdisch verlaufen, werden unterbrochen von Gipstürmen (Hoodoos), die oftmals entlang der Haupt-Struktur-Richtung ausgerichtet sind. Die Karstphänomene haben sich vor allem in vorhergehendem feuchterem Klima entwickelt.
Trotz des vorherrschenden hyperariden Klimas wird die Landschaft auch gegenwärtig noch stark erodiert. Die Erosionsraten betragen 4,8 mm/a an horizontalen Flächen, 2,4 mm/a an vertikalen Flächen und in Höhlen noch 1 mm/a.
Es gibt zahlreiche Karsthöhlen, die im Laufe der letzten 6000 Jahre durch Wasserdurchflüsse nach sporadischen Regenfällen entstanden sind. Mehr als 50 davon sind bisher bekannt (Stand 2017), von denen einige mehr als 2 km lang sind und alle zusammen 15 km. Viele sind Durchgangshöhlen mit einem oberen, senkrechten Eingang (Schaft oder Einsturz), der in eine unterirdische, horizontale Steinsalzpassage führt, die in leichter Neigung, geradlinig oder mäandernd, sich allmählich weitend zum Ausgang führt.
So zum Beispiel die Chulacao-Höhle. Sie liegt an der Ostseite der Cordillera de la Sal rund 4 km von San Pedro entfernt. Sie ist die größte und wahrscheinlich älteste Höhle in diesem Gebiet. Die canyonartige Passage erreicht bis zu 20 m Höhe und 25 m Breite. Mit einer Länge von 859 m erreicht sie ein Volumen von ca. 20.005 m³. An ihrem Ausgang zum Salar de Atacama liegt das historische Chulacao-Kupferbergwerk (22° 55′ 29″ S, 68° 14′ 20″ W).
Ein auffälliges Landschaftselement sind bis zu zehn Meter hohe Gipstürme, die manchmal als Hoodoos bezeichnet werden und häufig in linearen Anordnungen schroff aus dem Boden herausragen. Sie bestehen aus großen Kristallen, die entlang von Frakturen aus der Ebene gewachsen sind. Höchstwahrscheinlich sind diese Strukturen geomorphologisch aktiv, indem sie durch Rekristallisierungsprozesse im Untergrund langsam weiterwachsen. Wahrscheinlich reicht ihre Basis tief in den Boden und bildet Barrieren für das Grundwasser, das von den höheren Kämmen in die tieferliegenden Teile der Ebene fließt. Das Grundwasser wird gezwungen entlang der Brüche hochzusteigen und Verdunstungsprozesse führen zu Bildung und Wachstum der Gipskristalle.

## Boden
Der Boden im Gebirge zeichnet sich durch hohen Salzgehalt (Elektrische Leitfähigkeit 15,4 S/m, pH 7,6), geringen Feuchtigkeitsgehalt (0,004 %) und geringen Gehalt an organischem Material (0,03 %) aus. Im Vergleich dazu hat der ebenfalls trockene und salzhaltige Boden in der benachbarten Salztonebene des Salar de Atacama fast doppelt so viel Feuchtigkeit und nur ein Elftel der elektrischen Leitfähigkeit. Durch die barschen Umweltbedingungen ist der überwiegende Teil des Gebirges eine absolute Wüste. Dort gibt es keine Pflanzen oder Tiere und nur wenige spezialisierte Mikroorganismen.
Die Umwelt in der Cordillera de la Sal ist eine Trockengrenze für bakterielles Leben auf der Erde. Als einzige Lebensform konnten im Boden bisher nur wenige, seltene Actinomycetales gefunden werden. Es handelt sich um endolithische Bakterien, die sich vor der UV-Strahlung schützen, indem sie wenigstens einige Millimeter unter der Oberfläche innerhalb des teilweise lichtdurchlässigen Salzgesteins leben. Vor dem Vertrocknen schützen sie sich mithilfe des wenigen in oder zwischen den Salzkristallen eingeschlossenen Wassers. Für die in dieser Wüste zu findenden seltenen und neuartigen Bakterien-taxa interessiert sich die pharmazeutische Forschung, weil sie bioaktive Substanzen produzieren.
Die hyperariden und hypersalinen Umwelt- und Bodenbedingungen machen die Cordillera de la Sal zu einem vielversprechenden Forschungsmodell und Laboratorium für Böden auf dem Mars. Dort wurden bereits chloridhaltige Evaporitablagerungen entdeckt und Wissenschaftler nehmen daher an, dass es auch in den hygroskopischen Salzen auf dem Mars Leben geben könnte und dass sich Karsthöhlen gebildet haben könnten. Um Höhlen auf dem Mars und vielleicht auch auf dem Mond finden zu können, werden an den Höhlen der Cordillera de la Sal auch Fernerkundungsverfahren erprobt.

## Entstehung
Die Salar de Atacama-Senke ist schon seit etwa 30 Millionen Jahren ein abflussloses Becken. Dieses wurde anfangs  im Wesentlichen von den Schwemmkegeln und Evaporiten (Gips, Anhydrit, Glauberit und Halit) der aus Westen und Norden kommenden Fließgewässer gefüllt, und so bildeten sich kilometerdicke Salzgestein-Schichten.
Das ursprüngliche Zentrum des Beckens lag  südwestlich vom heutigen San Pedro de Atacama, zwischen dem Valle de la Luna-Pass und dem Domingo Ramos-Pass (23° 3′ S, 68° 21′ W). Zuletzt gab es dort eine kleine zentrale Salzpfanne, in der sich mächtige Halit-Schichten ablagerten, während sich das Zentrum der Salar de Atacama-Senke mit der Zeit weiter nach Süden verlagerte. Durch vulkanische Aktivität in der Nachbarschaft wurden bis vor 20 Mio. Jahren auch einige dünne Tuff-Schichten eingetragen.
Das Becken sank unter der Last der zunehmenden Sedimente etwas ab und neigte sich dabei leicht. Dadurch begannen die unkonsolidierten Sedimente vor etwa 12 bis 5 Millionen Jahren (Oberes Miozän) unter dem Einfluss ihrer eigenen Schwere in Richtung des Zentrums des Beckens zu gleiten und verursachten durch eine horizontal wirkende Kompression eine Auffaltung. Ein Prozess, der sich über die Zeit fortsetzte und vielleicht auch heute noch anhält.

## Salzbergbau
Der Halit, dessen Dicke mehrere zehn Meter beträgt und dessen Tauchschichten unterschiedlich sind, war auch Gegenstand des handwerklichen Bergbaus. Archäologen identifizierten inzwischen 17 Salzbergwerke, oder genauer gesagt Steinbrüche, aus der ersten Hälfte des 20. Jahrhunderts. Möglicherweise sind das nicht alle, die es gegeben hat.

## Minenfelder
Das Gebirge liegt nicht weit entfernt von der Grenze zu Bolivien und Argentinien. Ursprünglich querte die Straße von Calama nach San Pedro de Atacama und bis zur Grenze die Cordillera de la Sal durch das Valle de la Luna. Zum vermeintlichen Schutz vor einer militärischen Invasion aus Richtung Bolivien wurden 1978 rund um die Passstraße, auf der Westseite der Cordillera de la Sal, Minenfelder angelegt. Diese machen auch heute noch Teile des Gebirges unzugänglich.